# Treigny
Treigny is een plaats en voormalige gemeente in het Franse departement Yonne in de regio Bourgogne-Franche-Comté. De plaats maakt deel uit van het arrondissement Auxerre en telt 840 inwoners (1999).

## Geschiedenis
Op 1 januari 1973 was werden Perreuse en Sainte-Colombe-sur-Loing opgenomen in gemeente de Treigny als communes associées. In 1976 werd Sainte-Colombe-sur-Loing weer zelfdstandig. Treigny maakte deel uit van het kanton Saint-Sauveur-en-Puisaye tot dit op 22 maart 2015 werd opgeheven en de gemeente opging in het op diezelfde gevormde kanton Vincelles. Op 1 januari 2019 fuseerde Treigny weer met Sainte-Colombe-sur-Loing tot de commune nouvelle Treigny-Perreuse-Sainte-Colombe.

## Geografie
De oppervlakte van Treigny bedraagt 51,8 km², de bevolkingsdichtheid in 1999 bedroeg 16,2 inwoners per km².
De onderstaande kaart toont de ligging van Treigny met de belangrijkste infrastructuur en aangrenzende gemeenten.

## Demografie
Onderstaande figuur toont het verloop van het inwonertal (bron: INSEE-tellingen).

## Cultuur
In Treigny wordt het kasteel van Guédelon naar middeleeuws ontwerp en met middeleeuwse methoden gebouwd. Het project is in 1997 begonnen en trekt veel toeristen.
Perreuse · Sainte-Colombe-sur-Loing · Treigny